# 加恩索尔
加恩索尔（Ghansor），是印度中央邦Seoni县的一个城镇。总人口6130（2001年）。

## 人口
该地2001年总人口6130人，其中男性3233人，女性2897人；0—6岁人口922人，其中男488人，女434人；识字率70.46%，其中男性为76.00%，女性为64.27%。